# Лохан, Али
Алиа́на Те́йлор «А́ли» Ло́хан (англ. Aliana Taylor «Ali» Lohan; 22 декабря 1993, Бронкс, Нью-Йорк, США) — американская актриса, певица и фотомодель.

## Биография
Алиана Тейлор Лохан родилась 22 декабря 1993 года в Бронксе (Нью-Йорк) и стала третьим из четырёх детей в семье Майкла Лохана (род. 1960) и Дины Лохан (в девичестве Салливан; род. 1962). Родители Али поженились в 1985 году, они часто расставались и сходились, но в итоге развелись в 2007 году. Отец Али — бизнесмен и бывший биржевой маклер с Уолл-стрит, который унаследовал макаронную фабрику от отца, несмотря на то, что у него несколько раз были проблемы с законом. Мать — менеджер, в прошлом — танцовщица. Её старшая сестра Линдси Лохан (род. 1986) — известная голливудская актриса и певица, также у Али есть братья Майкл (род. 1987) и Дакота (род. 1996), тоже актёры и модели. Также имеет единокровную сестру и двух единокровных братьев: Эшли Хорн (род. 1995), Лэндон Мейджор Лохан (род. 2013) и Логан Майкл Лохан (род. 2014).

## Карьера
Свою карьеру девушка начала уже в 2 года, в качестве модели Ford Models. Али появилась в таких журналах как «Vogue Bambini», «Teen Vogue» и «Rave Girl».
Дебют Али в качестве актрисы состоялся в пятилетнем возрасте, в фильме «Ловушка для родителей», главную роль в котором сыграла её старшая сестра Линдси. В фильме Али досталась эпизодическая роль в сцене с аэропортом (также в этом фильме появились её мама и старший брат).
В 13 лет Али записала свой первый музыкальный альбом. Им стала рождественская пластинка «Lohan Holiday».
В 2008 году Али сыграла одну из главных ролей в семейной комедии «Небольшое привидение». В этом же году она появилась в семейном реалити-шоу «Жизнь Лохан», после чего в её карьере последовала 3-х летнее затишье.
В 2011 году Али снялась в фильме «Тролль» (вышел в прокат в 2012 году) и подписала контракт с модельным агентством NEXT.
В 2022 году снялась в фильме "Незабываемое Рождество" (Falling for Christmas).

## Фильмография
| Год  |   | Русское название      | Оригинальное название | Роль                |
| ---- | - | --------------------- | --------------------- | ------------------- |
| 1998 | ф | Ловушка для родителей | The Parent Trap       | ребёнок в аэропорту |
| 2000 | ф | Идеальная игрушка     | Life-Size             | девочка на футболе  |
| 2008 | ф | Небольшое привидение  | Mostly Ghostly        | Трейси Уокер        |